# Patricia Bredin
Patricia Bredin (14 de fevereiro de 1935 - 13 de agosto de 2023) foi a primeira representante do Reino Unido no Festival Eurovisão da Canção. Participou no Festival Eurovisão da Canção 1957, realizado em Frankfurt, tendo terminado em 7º lugar, entre dez canções, interpretando o tema All. Segundo O'Connor (2007) ela cantou a canção mais curta de todos os Festivais Eurovisão da Canção, com 1 min, 52 seg.
Em 1959 participou na comédia britânica Left, Right & Centre, com Ian Carmichael. Em 1961 participou num filme de aventura, The Treasure of Monte Cristo.
Mais tarde tornou-se Patricia Bredin-McCulloch e emigrou para o Canadá, onde publicou o romance My Fling on the Farm.

## Filmografia
- Left Right and Centre (1959)
- Desert Mice (1959)
- The Treasure of Monte Cristo (1961)
- To Have and to Hold (1963)